# Terra nostra 2 - La speranza
Terra nostra 2 - La speranza (Esperança) è una telenovela brasiliana scritta da Benedito Ruy Barbosa in collaborazione (nella seconda parte) con Walcyr Carrasco. Trasmessa in Brasile dalla TV Globo nel 2002-2003, è andata in onda con alcuni mesi di distacco in Italia su Rete 4, venendo poi ritramessa su La5 e successivamente su Rai3. È la prima telenovela brasiliana coprodotta da Mediaset in seguito al successo ottenuto da Terra nostra, di cui mantiene solo il titolo e l'ambientazione storica.

## Trama
L'azione inizia in Italia: siamo nel 1931, in pieno regime fascista, e l'appartenenza politica interviene a separare Tony e Maria. Le loro famiglie si odiano, e a Tony, forte del suo spirito d'avventura, non resta che emigrare in Brasile, come già suo zio aveva fatto 20 anni prima.
Tony non sa che lascerà in Italia non solo l'amore di Maria, ma anche il frutto di questo amore, un bambino che mai dovrà sapere chi è il suo padre naturale. Dopo un viaggio non proprio tranquillo, Tony approda a San Paolo. E qui presto apparentemente dimentica Maria: Tony, infatti si inserisce subito nella comunità degli emigranti ed incontra Camilla, una ragazza ebrea di cui si innamora follemente. Dopo la morte del padre Maria partirà per il Brasile insieme a suo marito e suo figlio (di Tony). Dopo tanto tempo Maria riesce a ritrovare il suo Tony. A seguito di questo Tony verrà messo in una situazione ambigua che lo vedrà costretto a fare una scelta tra le due donne: Maria o Camilla?
Alle vicende dei due protagonisti si accompagnano quelle della famiglia di Vincenzo, un simpatico seppur grossolano italiano ormai proprietario di una fazenda, di Donna Francisca, una vedova dal cuore duro, e dei giovani universitari Josè Manuel, Marcos, Rafael e Felipe. È proprio nell'ambiente universitario che scoppia la rivoluzione del 1932. Il contesto storico-politico fa appunto da sfondo alla narrazione, ma senza mai imporsi, perché, come sottolinea l'autore, Benedito Ruy Barbosa, "È l'amore che traina tutto in una telenovela, la politica c'è, ma serve solo a contestualizzare la trama". Il lieto fine è garantito, seppure molto commovente.

## Produzione
Anche alla realizzazione della seconda serie ha partecipato con un cospicuo finanziamento il comune di Gricignano di Aversa. Infatti alla fine del secolo XIX e nei primi anni del XX molti gricignanesi emigrarono per il Sud America.
Civita di Bagnoregio e Civitella d'Agliano, due borghi in provincia di Viterbo, hanno ospitato le riprese iniziali dello sceneggiato.

## Collegamenti con la prima serie
La relazione con la precedente Terra nostra, deriva dal fatto che un personaggio racconta inizialmente di essere sbarcato in Brasile con la stessa nave di Matteo e Juliana, ricordando il loro amore sulla nave. Altro collegamento è il fatto che un amico dello stesso personaggio è diventato nel frattempo proprietario della fazenda di Gumercindo, assieme ad altri due italiani.  Cambiano tutti i personaggi e quasi tutti gli attori, con l'eccezione di Ana Paula Arósio, Raul Cortez, Maria Fernanda Cândido, Antônio Fagundes e Gianfrancesco Guarnieri in ruoli comunque differenti. Protagonisti sono Toni (Reynaldo Gianecchini) e Maria (Priscila Fantin) che parte dall'Italia per il Brasile in cerca di fortuna.

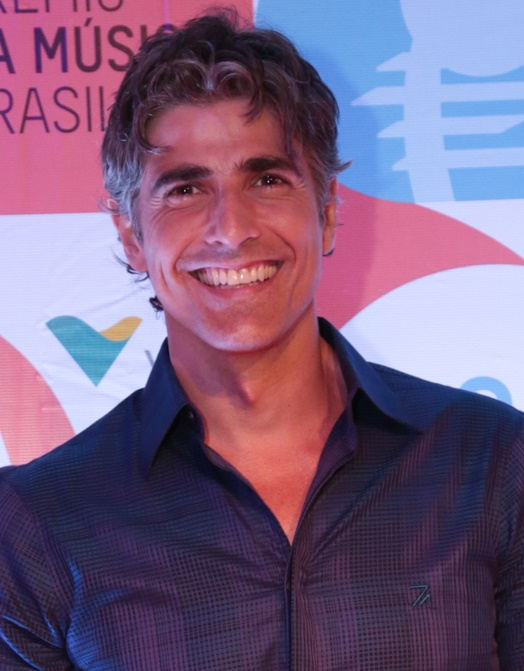
Reynaldo Gianecchini interpreta Antonio (Toni) Tranquilli
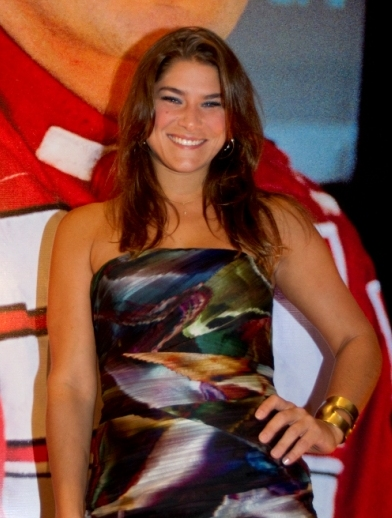
Priscila Fantin interpreta Maria Franco
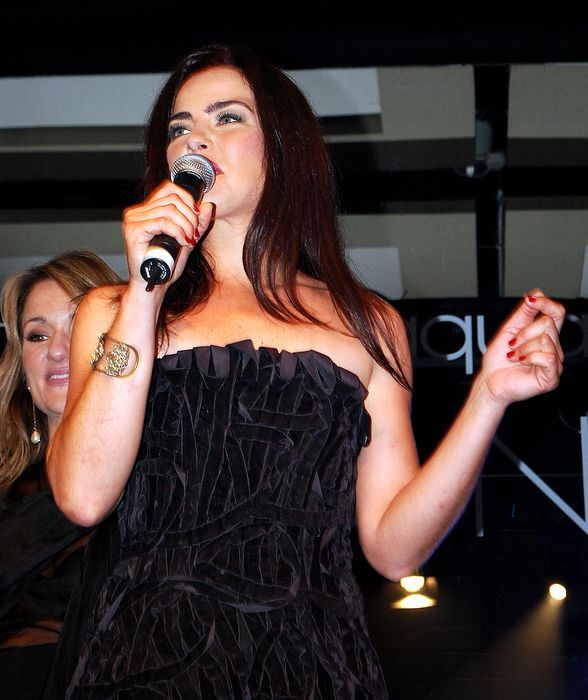
Ana Paula Arósio interpreta Camilla Kaya Sion
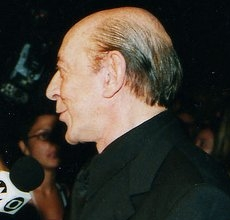
Raul Cortez interpreta Emiliano Tranquilli
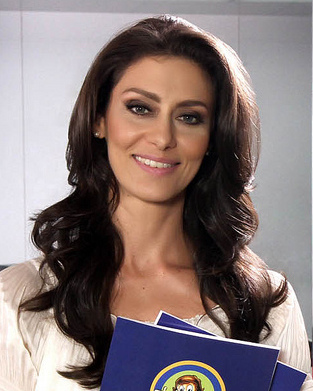
Maria Fernanda Cândido interpreta Nina
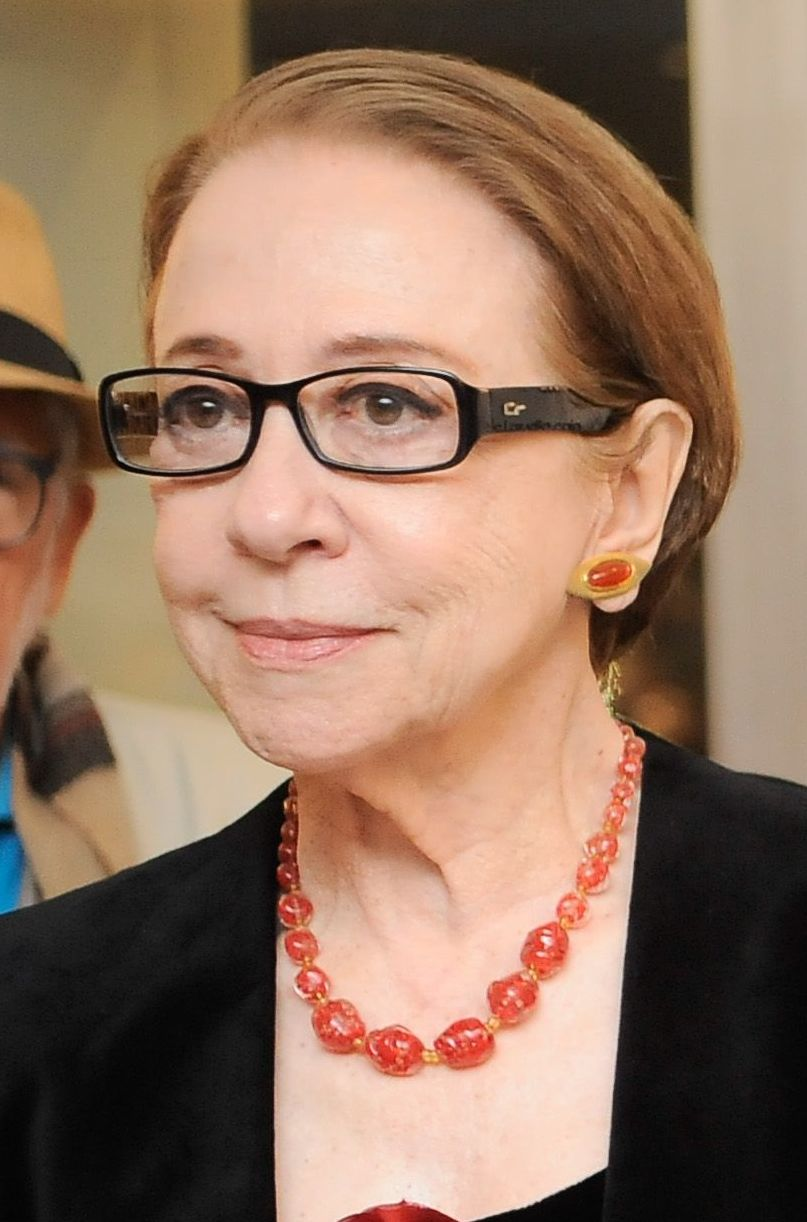
Fernanda Montenegro interpreta  Luísa
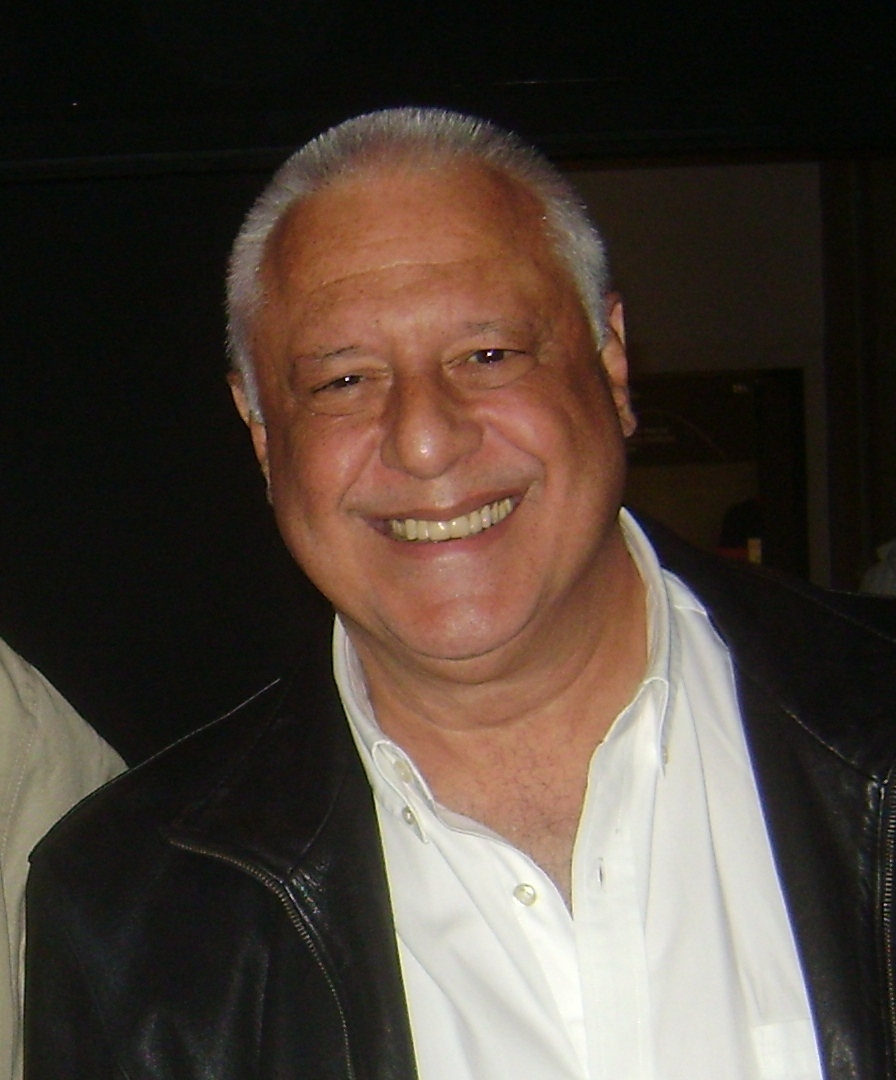
Antônio Fagundes interpreta Giuliano
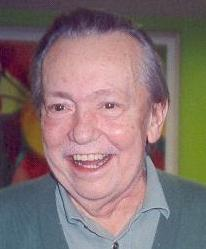
Gianfrancesco Guarnieri interpreta Pelegrini

## Diffusione
La telenovela è stata trasmessa in varie parti del mondo:
- Argentina - Telefe
- Bolivia - Unitel Bolivia
- Cile - Canal 13
- Colombia - Canal Caracol
- Israele - Canal 3
- Italia - Rete 4
- Messico - Azteca 7
- Paraguay - Paravision
- Perù - ATV
- Russia - Pervyĭ kanal
- Serbia - MHC
- Spagna - 7RM
- Stati Uniti - Telemundo
- Venezuela - Televen

## Apertura
La sigla originale viene cantata da Laura Pausini con Alejandro Sanz e Gilbert, mentre nella versione italiana della telenovela la canzone in apertura e chiusura è cantata da Amedeo Minghi.